# Ptochophyle definita
Ptochophyle definita là một loài bướm đêm trong họ Geometridae.